# AZS KSZO Ostrowiec Świętokrzyski
Le AZS KSZO Ostrowiec Świętokrzyski est un club féminin de volley-ball polonais fondé en 1999 et  basé à Ostrowiec Świętokrzyski, évoluant pour la saison 2017-2018 en Liga Siatkówki Kobiet.

## Effectifs

### Saison 2019-2020
| No                            | Nom                           | Date de naissance             | Taille                         | Poids                          | Poste                          |
| ----------------------------- | ----------------------------- | ----------------------------- | ------------------------------ | ------------------------------ | ------------------------------ |
| 1                             | Izabela Klekot                | 21 janvier 1999               | 187                            | 74                             | Passeuse                       |
| 2                             | Olga Samul                    | 20 mars 1991                  | 175                            | 66                             | Libero                         |
| 4                             | Monika Kacprzak               | 2 mars 1999                   | 186                            | 72                             | Attaquante                     |
| 5                             | Erika Salanciová              | 14 juin 1991                  | 186                            | 73                             | Réceptionneuse-attaquante      |
| 6                             | Joanna Kapturska              | 4 juillet 1986                | 185                            | 67                             | Réceptionneuse-attaquante      |
| 7                             | Julia Marcyjanik              | 2 octobre 2000                | 178                            | 67                             | Réceptionneuse-attaquante      |
| 8                             | Emilia Piotrowska             | 8 janvier 2004                | 180                            |                                | Réceptionneuse-attaquante      |
| 9                             | Karolina Szczygieł            | 1er février 1996              | 177                            | 54                             | Passeuse                       |
| 10                            | Volha Pauliukouskaya          | 13 juillet 1988               | 174                            | 63                             | Libero                         |
| 11                            | Kamila Kobus                  | 29 juin 1999                  | 186                            | 80                             | Réceptionneuse-attaquante      |
| 13                            | Nikola Abramajtys             | 13 février 1997               | 185                            | 74                             | Centrale                       |
| 16                            | Wiktoria Rdzanek              | 2 février 2001                | 171                            | 60                             | Libero                         |
| 17                            | Oliwia Błaszczyk              | 31 août 2002                  | 174                            |                                | Attaquante                     |
| 20                            | Justyna Kędziora              | 29 septembre 2000             | 175                            | 56                             | Réceptionneuse-attaquante      |
| 22                            | Monika Kawa                   | 28 septembre 1996             | 184                            | 73                             | Réceptionneuse-attaquante      |
|                               |                               |                               |                                |                                |                                |
| Encadrement technique         | Encadrement technique         |                               | Légende                        | Légende                        | Légende                        |
| Entraîneur : Łukasz Marciniak | Entraîneur : Łukasz Marciniak | Entraîneur : Łukasz Marciniak | : Capitaine                    | : Capitaine                    | : Capitaine                    |
| Entraîneur(s) adjoint(s) :    | Entraîneur(s) adjoint(s) :    | Entraîneur(s) adjoint(s) :    | : Joueuse blessée actuellement | : Joueuse blessée actuellement | : Joueuse blessée actuellement |